# Julian Dicks
Julian Andrew Dicks (født 8. august 1968) er en tidligere professionel engelsk fodboldspiller, golfspiller og nuværende fodboldtræner. Han er mest kendt for sine i alt 10 år som venstre back for West Ham United, ligesom han også en enkelt sæson spillede for Liverpool.